# Nová Bystrica (zapora wodna)

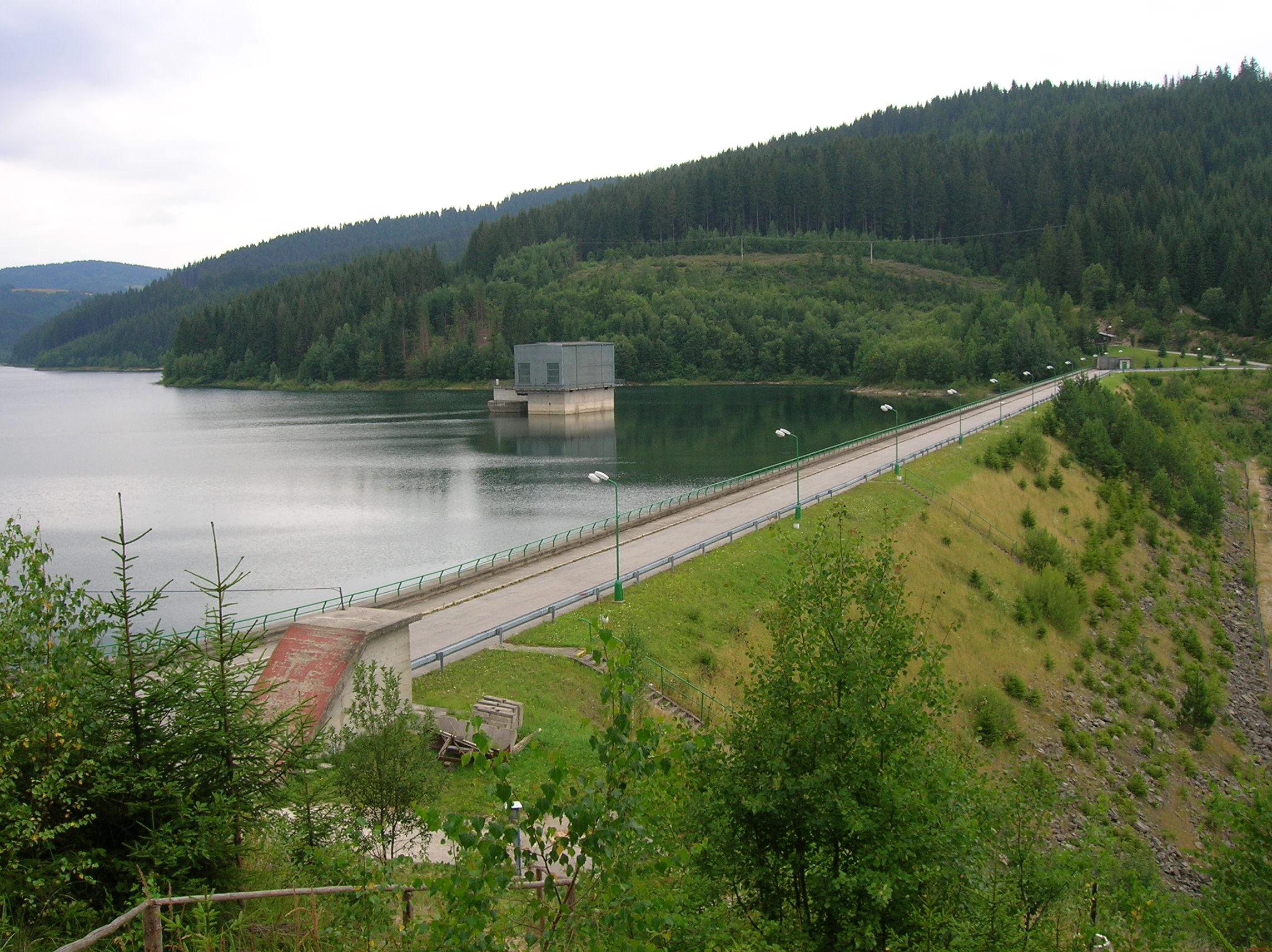
Zapora Nová Bystrica

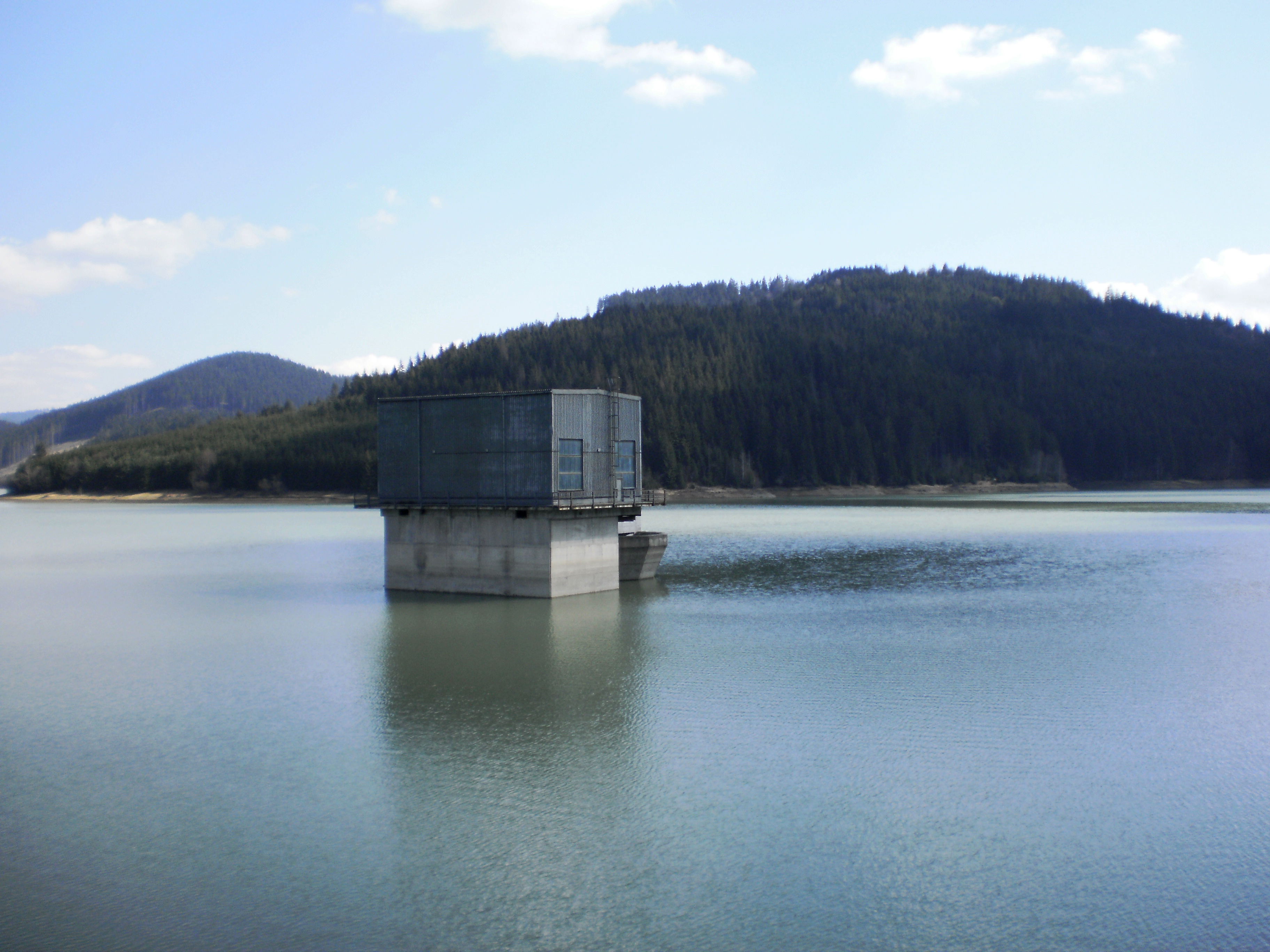
Ujęcie wody

Zapora wodna Nová Bystrica – zapora wodna na rzece Bystrica w północno-zachodniej Słowacji. W wyniku jej budowy, w latach 1983–1989, powstało jezioro zaporowe Nová Bystrica.

## Położenie
Zapora usytuowana jest na 21,7 km rzeki Bystrzycy (licząc od jej ujścia), poniżej dawnego spływu potoków Riečnica (górny tok Bystrzycy) i Harvelka, w przewężeniu doliny pomiędzy wzniesieniem Starý diel (ok. 785 m n.p.m.) na pn. a górą Prípor (777 m n.p.m.) na pd., powyżej centrum wsi Nová Bystrica. Stoki obu wzniesień w profilu zapory są strome, szerokość dna doliny wynosi ok. 110 m.

## Charakterystyka
Zapora typu grawitacyjnego, z rumoszu kamiennego z rdzeniem gliniastym i dwustronną iniekcyjną warstwą betonową. Grubość rdzenia zwiększa się od ok. 3 m przy koronie do ok. 36 m przy podłożu. Kamień (piaskowiec) pochodzi z lokalnego kamieniołomu we wsi Klubina, zaś materiał rdzenia (gliny terasowe i dyluwialne) ze Starej Bystrzycy. Warstwa osłonowa od strony wody – narzut kamienny, od strony powietrznej – kamień układany. Zapora jest prostoliniowa. Wysokość korony zapory ponad terenem wynosi 57,3 m, a ponad poziomem posadowienia fundamentów 65,4 m. Wysokość bezwzględna korony zapory to 601,80 m n.p.m. Jej długość wynosi 330 m, szerokość 8 m, a szerokość fundamentów zapory 242 m. Kubatura zapory to 1 152 830 m³.